# جوانی بدون جوانی (فیلم)
جوانی بدون جوانی (به انگلیسی: Youth Without Youth) فیلمی فانتزی و درام به کارگردانی فرانسیس فورد کوپولا است که در سال ۲۰۰۷ منتشر شد. این فیلم بر پایهٔ رمانی به همین نام اثر میرچا الیاده، نویسندهٔ رومانیایی، ساخته شده و نخستین فیلم کارگردانی‌شده توسط کاپولا در دورهٔ زمانیِ ده‌ساله پس از ساخت دلال بیمه است. 
موسیقی این فیلم توسط اسوالدو گلیخوف، آهنگ‌ساز آرژانتینی برندهٔ جایزه گرمی، ساخته شده و کیهان کلهر، نوازندهٔ ایرانی کمانچه نیز در ساخت آن همکاری داشته‌است.

## بازیگران
- تیم راث
- الکساندرا ماریا لارا
- برونو گانتس
- مارسل آیرس
- مت دیمون
- آندره هنیکه
- آدریان پینتئا
- اوئانا پلئا
- آندی واسلویانو
- دراگوش بوکور